# 新加坡ISS国际学校
ISS国际学校（简称ISS ，前身为新加坡国际学校 ）为一所位于新加坡的国际学校。是国际文凭（IB）世界学校中的一所。其成立于1981年，提供从幼儿园到12年级大学预科的全方位IB课程。坐落于新加坡亚历山德拉社区的普雷斯顿路和德宝路沿线。

## 历史
直到 1971 年英国军队撤出前，该校校园为英国军队使用的军事前哨。该学校位于前亚历山德拉文法学校 (Alexandra Grammar School) 的旧址上，学校的主要生源为在新加坡服役的英国军人的孩子。 
ISS 曾在乌节路设有第二个校区，为幼儿园至八年级的学生提供服务，于 2020 年与亚历山德拉校区合并

## 学术
ISS 由国际文凭组织授权提供 IB小学课程、中学课程和IB 文凭课程。 
在初中和高中，每年都会举行一个活动周，并且整个学年各个级别都会有小规模的实地考察。</link>
ISS 是一所使用 Apple Macintosh 平台的学校，设有相对应的计算机室和笔记本电脑。同时学校使用 StudyWiz 和 ManageBac 来作为其电子学习平台。</link>
2020年夏季，该校的IB文凭最高分为42分，通过率为96%，较平时的100%通过率有所下降， 平均分为32.4分，虽高于全球平均分，但仍低于新加坡平均分。 学校称，受新冠肺炎 (COVID-19)疫情影响，当年毕业生的通过率低于预期。

## 认证
ISS 国际学校相信，来自多个机构的多重认证能帮助他们对自己的效率进行批判性评估，并辅助开发完善课程来满足学生的需求。 
ISS 为一所国际文凭(IB) 世界学校，招收从幼儿园到 12 年级的学生，同时也是新加坡历史最悠久的 IB 学校。 从 IB小学课程(PYP) 到 IB中学课程(MYP)，直至最后的IB 文凭课程 (IBDP)，ISS 使用完整的 IB 教育框架来给其学生提供博雅教育。
自 2005 年 2 月起，ISS获得西方学校和学院协会的认可 这使得他们的美国高中文凭学生能得到更多的机会进入美国的学校。 2011 年是他们最近一次全方位 WASC 认证访问，并在2016 年进行了一次临时访问。 ISS 将于 2021 年接受下一次全方位 WASC 认证访问。 Margaret Alvarez 博士在ISS 国际学校院长任期结束后，将于 2021 年夏季加入 WASC，担任新任国际认证服务总监。 
自1996年以来，它是东亚地区海外学校理事会的成员 ，也是国际学校理事会（CIS）的成员学校。 
ISS 还获得新加坡教育部的认可，并在新加坡私立教育委员会注册。学校取得了为期4年的教育信托证书，有效期为2019年6月29日至2023年6月28日 EduTrust 是私立教育委员会推出的一项质量认证计划，其作为《私立教育法》的一部分，旨在加强现有的认证框架和执行规定，以规范位于新加坡的私立教育部门。